# Merrilliodendron
Merrilliodendron é um género monotípico de plantas  pertencente à família Icacinaceae. Sua única espécie: Merrilliodendron megacarpum, é originária da Malásia. O género foi descrito por Kanehira e publicado em Botanical Magazine 48: 920 em 1934.

## Propriedades
Tem uso como planta medicinal, sendo utilizada contra o câncer.